# 南区 (大邱広域市)

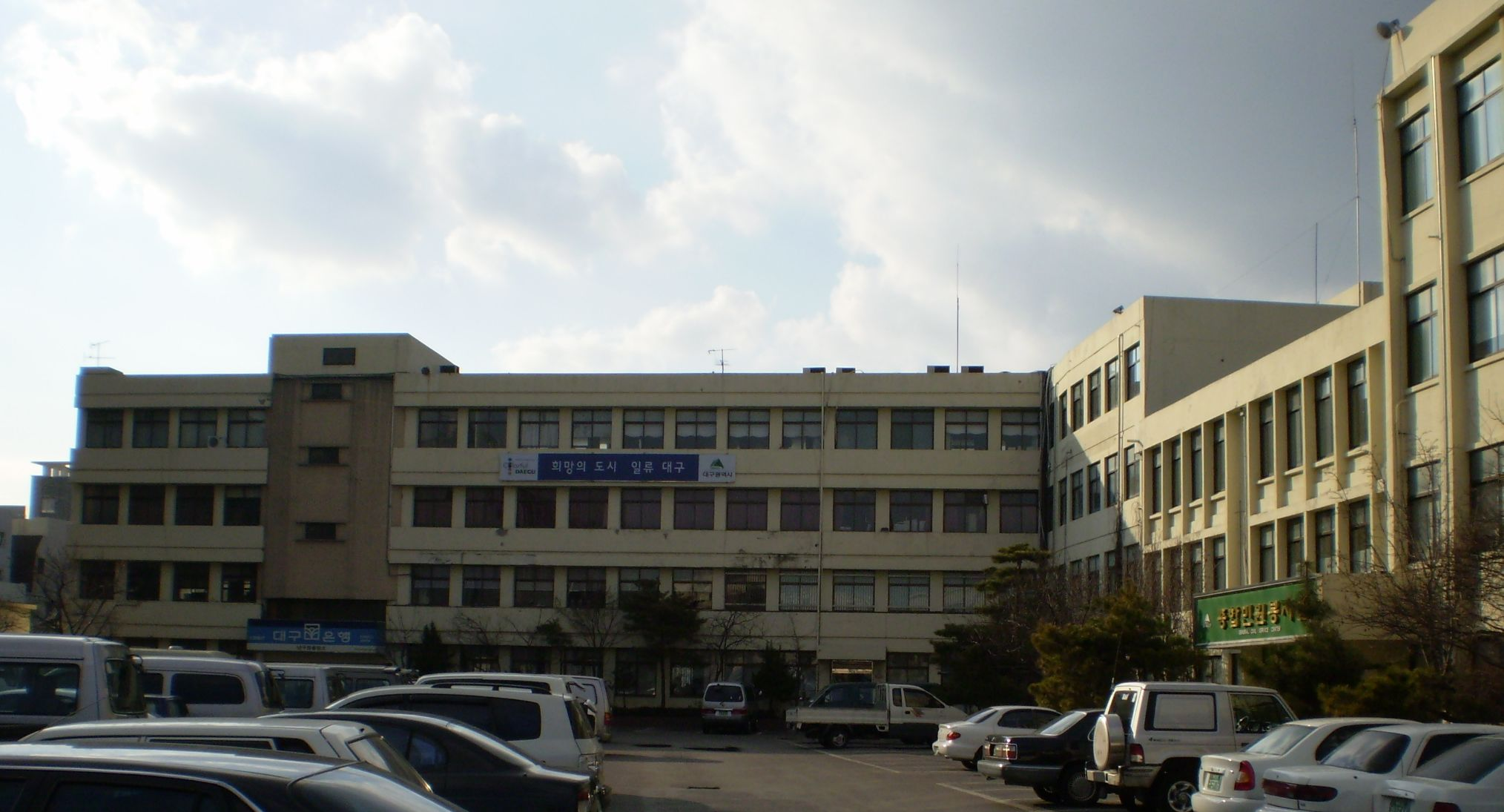
南区庁

南区（ナムく/남구）は、大韓民国大邱広域市の区である。

## 歴史
- 1963年1月1日 - 慶尚北道大邱市南山洞・大鳳洞・鳳徳洞・大明洞の区域をもって、南区が設置される。
- 1980年4月1日 - 南山洞および大鳳洞・大明洞の各一部が中区に編入。
- 1981年7月1日 - 慶尚北道達城郡月背邑を編入。
- 1987年1月1日 - 西区本里洞の一部を編入。
- 1988年1月1日 - 月城洞・大泉洞・月岩洞・上仁洞・桃源洞・辰泉洞・大谷洞・流川洞・松峴洞・本洞が達西区へ分離。

## 行政

行政区域図

行政洞は13洞、法定洞は3洞からなる。
| 行政洞   | 法定洞 |
| -------- | ------ |
| 梨泉洞   | 梨泉洞 |
| 鳳徳1洞  | 鳳徳洞 |
| 鳳徳2洞  | 鳳徳洞 |
| 鳳徳3洞  | 鳳徳洞 |
| 大明1洞  | 大明洞 |
| 大明2洞  | 大明洞 |
| 大明3洞  | 大明洞 |
| 大明4洞  | 大明洞 |
| 大明5洞  | 大明洞 |
| 大明6洞  | 大明洞 |
| 大明9洞  | 大明洞 |
| 大明10洞 | 大明洞 |
| 大明11洞 | 大明洞 |

### 警察
- 大邱南部警察署

## 観光
- 梨泉洞古美術通り
- 孤山コル彫刻公園
- 大明公演文化通り
- 聖堂池停留所広場
- アプ山交差点休憩所
- 三角地交差点テーマ公園
- アプ山孤山コル恐竜化石跡
- アプ山洗濯場址公園

## 交通

### 鉄道
- 大邱交通公社
  - 大邱都市鉄道1号線
    - 聖堂池駅 - 大明駅 - アンジラン駅 - 顕忠路駅 - 嶺大病院駅 - 教大駅 - 明徳駅※

  - 大邱都市鉄道3号線
    - 明徳駅※ - コンドゥルバウィ駅 - 大鳳橋駅
- ※ 明徳駅の所在地は中区であるが、南区との境界上にある。